# 도라에몽 노비타와 철인병단
극장판 도라에몽: 진구와 철인병단(일본어: 映画ドラえもん のび太と鉄人兵団)은 후지코 F. 후지오의 월간 코로코로 코믹 1986년 1월호에서 1986년 3월호에 게재된 대장편 도라에몽 시리즈의 작품과 이 에피소드 작품을 바탕으로 1986년 3월 15일에 개봉된 도라에몽의 일곱 번째 극장판이다.

## 등장인물
리루루
성우 - 야마모토 유리코(山本百合子)
극장판 캐릭터. 로봇의 별 메카토피아에서 지구로 온 로봇소녀이며 인간과 똑같이 만들어졌다. 인간을 노예로 삼기 위해 지구로 온 스파이였지만 진구 일행이 따뜻하게 대해주어 착하고 순수한 로봇으로 변한다. 철인 병단이 표면 세계의 비밀을 알자 시즈카과 함께 타임머신으로 3만 년 전의 메카토피아로 가서 선조인 아무와 이무의 두뇌에 경쟁본능을 없애고 배려하는 마음을 심고 철인 병단은 사라지지만 자신 또한 사라지고 만다. 후에 천사 같은 소녀로 다시 태어난다.
쥬도/삐요/잔다클로스
극장판 캐릭터. 북극으로 불시착하여 로봇의 본체가 뿔뿔이 흩어졌을 때 전자두뇌가 우연히 진구의 집에 가 본체가 차례로 모인다. 하지만 진구의 엄마로부터 갖은 괴롭힘을 당하자 도라에몽에게 화풀이를 하지만 도리어 개조되고 만다. 본래는 하나의 도시를 파괴할 정도로 무시무시한 힘을 가진 로봇이지만 개조된 이후로 도라에몽 일행과 함께 철인 병단을 물리친다.
미크로스
성우 - 미츠야 유지 (三ツ矢雄二)
극장판 캐릭터. 스네오의 로봇이며 도라에몽으로부터 전자회로를 주입받아 말하고 생각할 수 있게 된다. 하지만 진구의 내는 수수께끼에 꼼짝없이 당한다. 로봇들의 신에게 따질거라고 무심코 말한 것이 철인 병단을 사라지게하고 타임머신으로 3만 년 전의 메카토피아로 가는 열쇠가 된다.
이무와 아무
3만 년 전의 메카토피아의 선조. 그러나 경쟁본능으로 인해 후손이 철인 병단이 지구를 정복하려 하자 리루루가 경쟁 본능을 없앤다

## 주제가
오프닝도라에몽의 노래
노래 : 오오스키 쿠미코
엔딩내가 불가사의
작사 : 타케다 테츠야, 작곡 : 키쿠치 스케
노래 : 오오스기 쿠미코

## 리메이크
극장판 도라에몽: 진구와 철인군단 날아라 천사들이라는 제목으로 2011년 3월 5일 개봉했다. 해당 작품의 감독은 극장판 도라에몽: 진구의 마계 대모험 7인의 마법사의 감독이었던 데라모토 유키요가 맡았다.